# Liste der Monuments historiques in Fitz-James (Oise)
Die Liste der Monuments historiques in Fitz-James (Oise) führt die Monuments historiques in der französischen Gemeinde Fitz-James auf.

## Liste der Bauwerke
| Bezeichnung              | Beschreibung              | Standort | Kennzeichnung | Schutzstatus | Datum | Bild           |
| ------------------------ | ------------------------- | -------- | ------------- | ------------ | ----- | -------------- |
| Kirche St-Pierre-St-Paul | Erbaut im 12. Jahrhundert | (Lage)   | PA00114686    | Inscrit      | 1951  | weitere Bilder |

## Liste der Objekte
| Bezeichnung | Beschreibung                                           | Standort                               | Kennzeichnung | Schutzstatus | Datum | Bild |
| --- | ------------------------------------------------------ | -------------------------------------- | ------------- | ------------ | ----- | ---- |
| Tafel mit Kreuzigungsszene | Keramik, 1764                                          | in der Kirche St-Pierre-St-Paul (Lage) | PM60004236    | Inscrit      | 1991  |      |
| Skulptur Madonna mit Kind | Holz, polychrom gefasst und vergoldet, 16. Jahrhundert | in der Kirche St-Pierre-St-Paul (Lage) | PM60000776    | Classé       | 1925  |      |
| Taufbecken | Kalkstein, Ende des 15. Jahrhunderts                   | in der Kirche St-Pierre-St-Paul (Lage) | PM60000777    | Classé       | 1925  |      |
| Skulptur Pietà | Kalkstein, 16. Jahrhundert                             | in der Kirche St-Pierre-St-Paul (Lage) | PM60000780    | Classé       | 1964  |      |
| Bleiglasfenster Nr. 1: Peter-und-Paul                                                                                             | Erste Hälfte des 16. Jahrhunderts                      | in der Kirche St-Pierre-St-Paul (Lage) | PM60003079    | Classé       | 1906  |      |
| Bleiglasfenster Nr. 3: Unbefleckte Empfängnis                                                                                     | Erste Hälfte des 16. Jahrhunderts                      | in der Kirche St-Pierre-St-Paul (Lage) | PM60003081    | Classé       | 1906  |      |
| Bleiglasfenster Nr. 9: Der heilige Sebastian wird von Engeln gekrönt                                                              | 16. Jahrhundert                                        | in der Kirche St-Pierre-St-Paul (Lage) | PM60003085    | Classé       | 1906  |      |
| Bleiglasfenster Nr. 0: Kreuzigungsfenster                                                                                         | Erste Hälfte des 16. Jahrhunderts                      | in der Kirche St-Pierre-St-Paul (Lage) | PM60003078    | Classé       | 1906  |      |
| Ensemble der Bleiglasfenster Nr. 0, 1, 2, 3, 4, 5, 7, 9                                                                           | 16. Jahrhundert                                        | in der Kirche St-Pierre-St-Paul (Lage) | PM60000775    | Classé       | 1906  |      |
| Grabplatte für Jean de Brie (Priester)                                                                                            | Kalkstein, 1606                                        | in der Kirche St-Pierre-St-Paul (Lage) | PM60000778    | Classé       | 1925  |      |
| Ölgemälde Madonna mit Kind, der heilige Nikolaus und der heilige Benedikt                                                         | 18. Jahrhundert                                        | in der Kirche St-Pierre-St-Paul (Lage) | PM60004234    | Inscrit      | 1991  |      |
| Skulptur Maria und die heilige Anna                                                                                               | Holz                                                   | in der Kirche St-Pierre-St-Paul (Lage) | PM60004235    | Inscrit      | 1991  |      |
| Skulptur Christus am Kreuz | Holz, bemalt, 16. Jahrhundert                          | in der Kirche St-Pierre-St-Paul (Lage) | PM60004237    | Inscrit      | 1991  |      |
| Skulptur Christus am Kreuz | Eichenholz, polychrom gefasst, 18. Jahrhundert         | in der Kirche St-Pierre-St-Paul (Lage) | PM60000779    | Classé       | 1966  |      |
| Skulptur des Apostels Petrus | Stein, 16. Jahrhundert                                 | in der Kirche St-Pierre-St-Paul (Lage) | PM60004238    | Inscrit      | 1991  |      |
| Bleiglasfenster Nr. 2: Christopherus, heiliger Benedikt, Auferstehung Chrisi, heilige Frauen am Grab Christi und Madonna mit Kind | Erste Hälfte des 16. Jahrhunderts                      | in der Kirche St-Pierre-St-Paul (Lage) | PM60003080    | Classé       | 1906  |      |
| Bleiglasfenster Nr. 4: Heilige Katharina                                                                                          | 16. Jahrhundert                                        | in der Kirche St-Pierre-St-Paul (Lage) | PM60003082    | Classé       | 1906  |      |
| Bleiglasfenster Nr. 5: Die Bekehrung des Apostels Paulus                                                                          | Erste Hälfte des 16. Jahrhunderts                      | in der Kirche St-Pierre-St-Paul (Lage) | PM60003083    | Classé       | 1906  |      |
| Bleiglasfenster Nr. 7: Engel | 16. Jahrhunderts                                       | in der Kirche St-Pierre-St-Paul (Lage) | PM60003084    | Classé       | 1906  |      |